# Giuseppe Gemiti
Giuseppe Gemiti, född 3 maj 1981 i Frankfurt, är en tysk före detta fotbollsspelare. Gemiti har även italienskt medborgarskap.

## Meriter
- Lega Pro Prima Divisione: 1.

Novara: 2009-2010.
- Supercoppa Lega Pro.

Novara: 2009-2010.